# Thomas M. Baer
Thomas Baer (Baraboo, 1939) es un físico estadounidense. Se desempeña como director ejecutivo del Centro de Investigación de Fotónica de Stanford, profesor consultor en el departamento de física aplicada y miembro asociado del Instituto de Células Madre de la Universidad de Stanford. Su investigación científica actual se centra en el desarrollo de tecnología de análisis bioquímico y de imágenes para explorar las bases moleculares de la biología y la neurociencia del desarrollo humano.

## Biografía

### Primeros años
Recibió una licenciatura en física de la Universidad de Lawrence en 1974 y un doctorado en física atómica por la Universidad de Chicago en 1979, donde estudió con los profesores Ugo Fano e Isaac Abella. Después de recibir su doctorado trabajó con el premio Nobel John L. Hall en el Joint Institute for Laboratory Astrophysics de la Universidad de Colorado, realizando investigaciones sobre láseres de frecuencia estabilizada y espectroscopia molecular de ultra alta precisión.

### Carrera
A lo largo de su carrera, ha estado ampliamente involucrado con empresas emergentes en Silicon Valley. En 2008, cofundó Auxogyn, Inc., una empresa de diagnóstico dedicada a mejorar la salud de la mujer mediante el desarrollo de tecnología para la reproducción asistida y la fertilización in vitro. La revista Time seleccionó la tecnología que formó la base de los productos Auxogyn como uno de los diez principales avances médicos de 2010. De 1996 a 2005, fue director ejecutivo, presidente y fundador de Arcturus Bioscience, una empresa de biotecnología que fundó en 1996; la empresa fue pionera en el área de la microgenómica al desarrollar y fabricar instrumentos de microdisección láser y sistemas de biorreactivos integrados.
De 1992 a 1995, fue vicepresidente de investigación en Biometric Imaging, una empresa que desarrolló instrumentos de escaneo láser para el diagnóstico del SIDA, trasplantes de médula ósea y control de calidad del suministro de sangre. De 1981 a 1992, estuvo en Spectra-Physics, Inc., donde ocupó cargos de vicepresidente de investigación e investigador principal. Mientras estuvo en Spectra-Physics, desarrolló tecnología que formó la base de las principales líneas de productos de Spectra-Physics, incluidos compresores de pulso óptico, láseres de estado sólido bombeados por diodos y láseres de Ti:Zafiro modelados.
Posee más de 70 patentes y sus productos comerciales han recibido muchos premios de la industria por su innovación en diseño.

## Premios y honores
En 1994 recibió el premio Lucia R. Briggs Distinted Alumni Award de la Universidad de Lawrence y en 2000 fue nombrado Emprendedor del Año para Empresas Emergentes por el Silicon Valley Business Journal. Ha sido elegido miembro de dos sociedades científicas internacionales, la Asociación Estadounidense para el Avance de la Ciencia y la Sociedad Óptica de América (OSA), y se desempeñó como presidente de la OSA en 2009. En 2017, fue elegido miembro correspondiente de la Royal Society of Edinburgh (CorrFRSE). Recibió un doctorado honorario por la Universidad Heriot-Watt en 2012. En 2012, la Sociedad Óptica (OSA) también le otorgó el Premio al Liderazgo Robert E. Hopkins.